# La Chapelle-Saint-André
La Chapelle-Saint-André là một xã của tỉnh Nièvre, thuộc vùng Bourgogne-Franche-Comté, miền trung nước Pháp.